# BMW E65
Con le sigle BMW E65, BMW E66, BMW E67 e BMW E68 si intendono le quattro varianti della quarta generazione della BMW Serie 7, autovettura di lusso della casa automobilistica tedesca BMW. Queste quattro varianti sono state prodotte dal 2001 al 2008.

## Storia e profilo
Nel settembre del 2001, in sostituzione della Serie 7 E38, fu commercializzata la nuova ammiraglia contraddistinta dalla sigla di progetto E65.
La nuova berlina nasceva su un pianale inedito, caratterizzato da dimensioni notevoli.
Il design era opera di Chris Bangle che, dopo aver firmato alcune Fiat per Pininfarina, era approdato in BMW nei primi anni novanta, portando idee rivoluzionarie nel campo del design automobilistico. A lui si devono la Serie 5 E39, che da molti è definita la più bella berlina BMW di tutti i tempi, e tutti i progetti successivi. Il primo progetto in cui espresse le sue idee innovative fu appunto la E65. Bangle aveva intuito che con la E38 la linea classica della Casa cominciava a sentire il peso degli anni, denotando una "staticità" che a lungo termine avrebbe potuto stancare gli utenti. Per questo motivo, l'ammiraglia degli anni Duemila fu il primo tassello di un nuovo corso stilistico che si sarebbe rivelato un successo.
Il successo della vettura è stato però preceduto da una marea di polemiche inerenti proprio il deciso rovesciamento di fronte nello styling del nuovo modello. Tali polemiche derivavano in maggior parte proprio da quei potenziali acquirenti di stampo più tradizionalistico, che addirittura arrivarono a raccogliere firme per richiedere alla Casa di Monaco il licenziamento di Chris Bangle. Ma ciò non avvenne e anzi l'estroso designer ebbe modo di firmare anche le successive serie di modelli della gamma BMW, anch'essi coronati da un ottimo successo commerciale.
Inizialmente criticata in modo aspro, la quarta Serie 7 divenne nel corso della sua carriera la Serie 7 più venduta, stroncando quindi ogni tentativo di smontarne l'efficacia commerciale.

### E65 ed E66
Le Serie 7 di quarta generazione erano disponibili, oramai come di consueto, con una carrozzeria berlina a tre volumi a passo normale o allungato. Nel primo caso si parlava di Serie 7 E65, mentre nel secondo caso la sigla di progetto era E66.
Il corpo vettura era insolitamente massiccio e possente, caratterizzato da un mix di spigoli e curve tipici del design di Bangle e che hanno inizialmente suscitato tutte quelle perplessità e polemiche di cui si è parlato poco sopra. Anteriormente, il lungo cofano motore culminava in una calandra larga e schiacciata, sormontata da gruppi ottici di generose dimensioni e dal disegno ardito, costituite dai classici elementi circolari protetti da una lastra di plexiglas, con indicatori di direzione orizzontali che sovrastavano i fari circolari. Posteriormente, la coda era caratterizzata da un baule anch'esso dal disegno ricercato, che sembrava quasi "appoggiato" al corpo vettura.

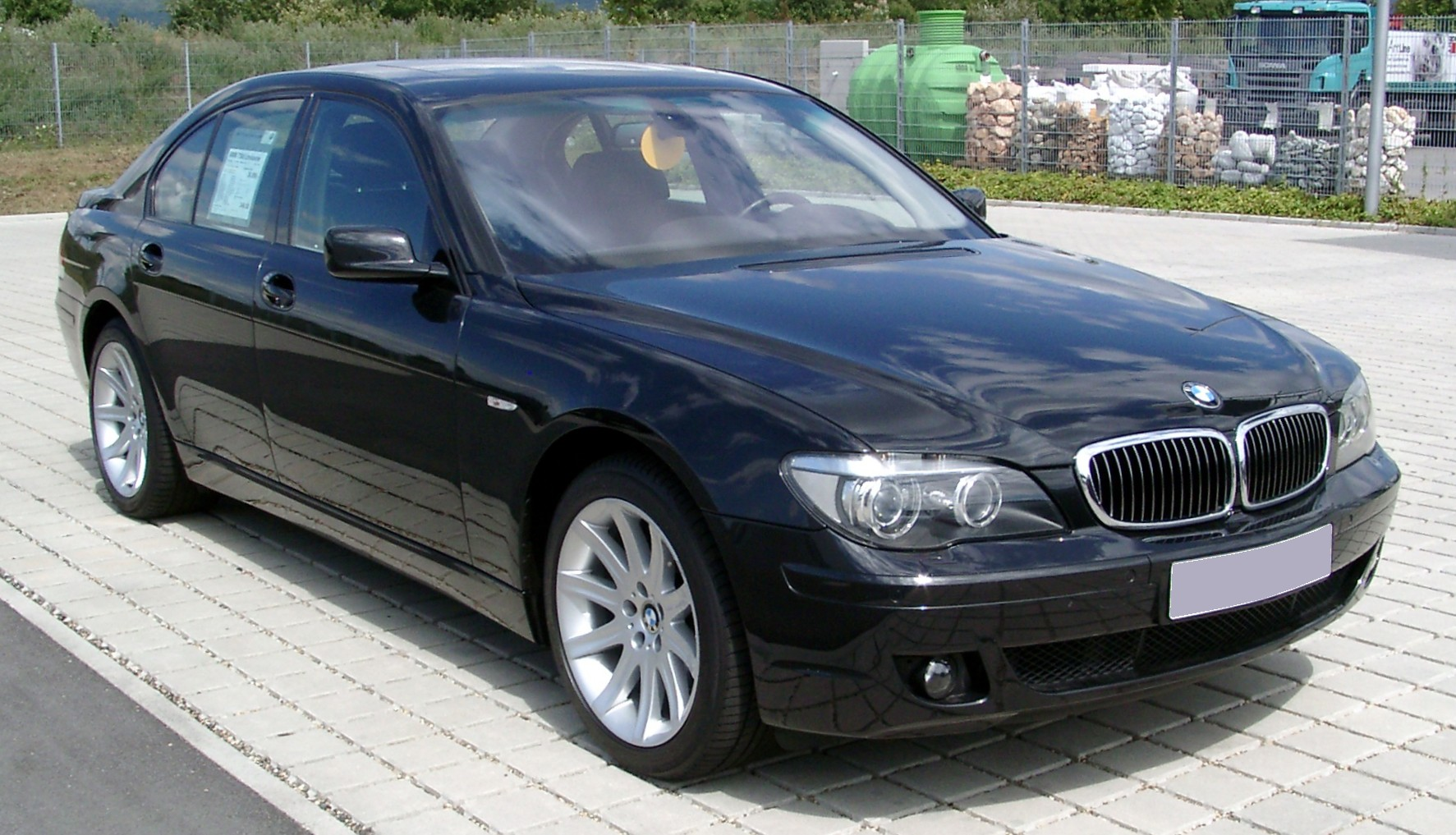
Vista frontale di una E65 dopo il restyling

All'interno, la maggiore novità era costituita dalla plancia, che abbandonava per la prima volta il classico cockpit ruotato verso il guidatore, a favore di un elemento dritto in radica di noce che percorreva tutta la larghezza dell'abitacolo e ricordava da vicino una scrivania presidenziale.
Anche il quadro strumenti era di nuova concezione: abbandonava i classici quattro elementi circolari a doppia gemellazione in favore di due elementi di identiche dimensioni, che, oltre alle classiche lancette, ospitavano due grandi display per il computer di bordo e le varie informazioni sulla vettura.
Tutto l'insieme era molto minimalista e privo dell'affollamento di pulsanti tipico delle vetture del tempo, che erano sostituiti da un'unica interfaccia denominata i-Drive, la quale gestiva tutte le funzioni dell'auto, dall'intrattenimento alla climatizzazione, passando per la navigazione satellitare e per la comunicazione. Il comando, molto criticato per una presunta complessità, fu ben presto trapiantato su tutte le BMW, e imitato da tutte le Case concorrenti più blasonate, come Audi e Mercedes, e via via sempre più semplificato per essere più intuitivo.
Inedita anche la leva del cambio, che, essendo esclusivamente automatico Steptronic, aveva permesso ai tecnici di posizionarlo sul piantone dello sterzo per essere poi comandato tramite una leva monostabile a movimenti digitali; la funzione sequenziale era inoltre comandata da quattro piccoli pulsanti posti all'estremità delle razze superiori del volante.
Tutte le servoassistenze erano rese possibili dall'adozione di ben 74 centraline elettroniche dedicate che riuscivano a svolgere più di mille operazioni al secondo.
Le versioni a passo allungato erano più lunghe di 14 cm e, oltre a vantare una maggiore comodità per i posti posteriori, erano dotate di accessori che accrescevano il comfort dei passeggeri.
Al momento del lancio, l'unica motorizzazione presente era il V8 4398 cm³ da 333cv che equipaggiava la 745i, la quale ben presto venne affiancata dalla 730i (sei cilindri 3 litri da 258 cv), dalla 735i (V8 3,6 litri da 272 cv), dalla 760i (V12 6 litri da 445 cv) e dalle diesel 730d (218 cv) e 740d (258 cv).
Nel 2005, l'ammiraglia bavarese fu sottoposta ad un moderato restyling che mirava a risolvere i problemi estetici che avevano reso il modello molto criticato. 

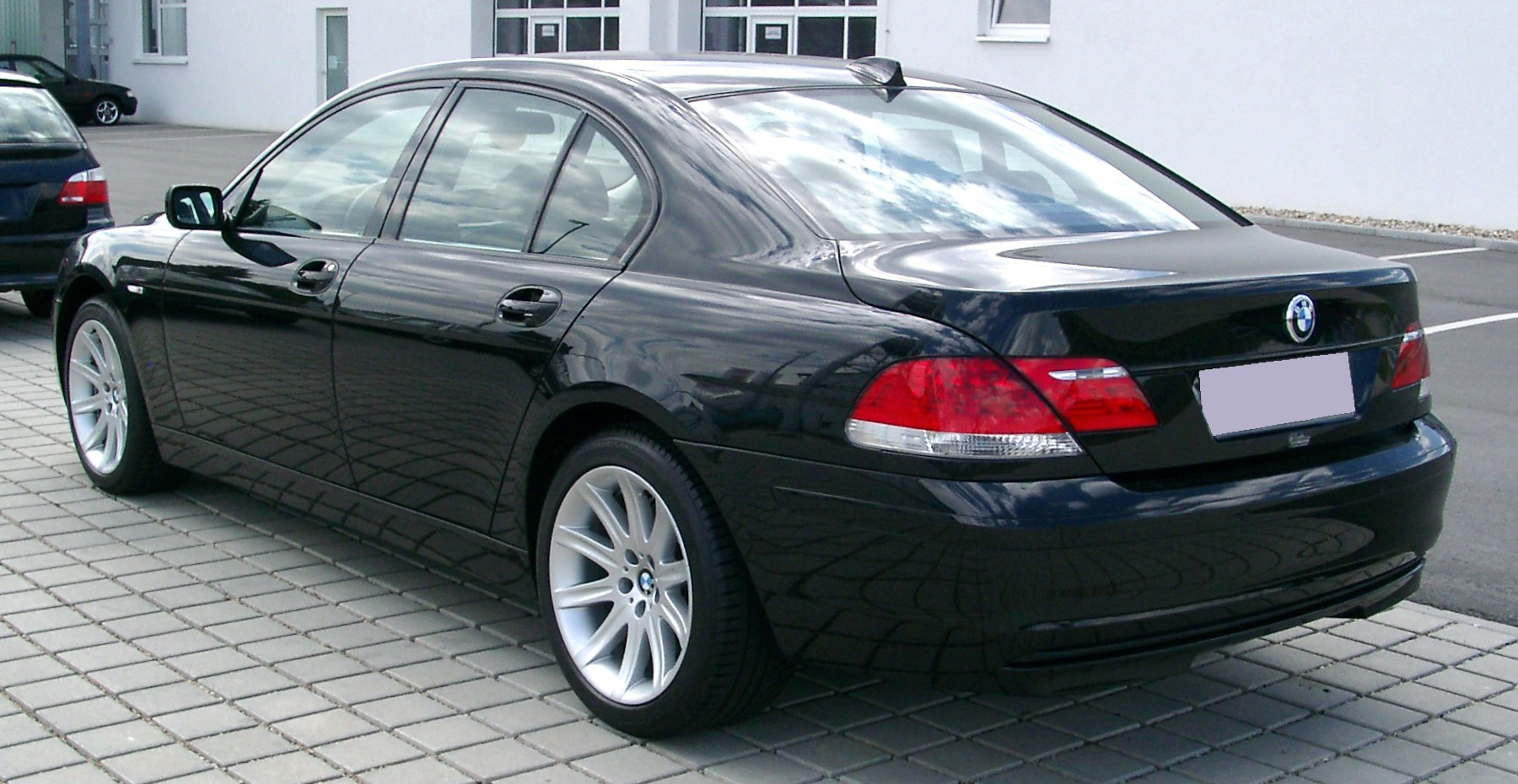
Vista posteriore di una BMW E65 dopo il restyling

Il primo importante intervento fu apportato al frontale, sostituendo i grandi gruppi ottici con dei nuovi di forma più sinuosa, nello stile della Serie 5 E60, in listino da circa un anno.
Anche il posteriore fu aggiornato, rendendo più delicati i tratti dei grandi gruppi ottici e del fascione paracolpi.
All'interno le modifiche erano minime e volte soltanto a migliorare ulteriormente la qualità dei materiali e della vita a bordo.
Debuttarono nuovi e tecnologici accessori a richiesta come il night vision, che facilitava l'individuazione di ostacoli nella guida notturna.
La gamma motori fu rivista e, ad esclusione delle 730i e 760i, tutte le motorizzazioni vennero potenziate. In questo modo la 735i fu sostituita dalla 740i (4 litri da 306 cv), mentre la 745i passò il testimone alla 750i (4,8 litri da 367 cv), con propulsore derivato dalla X5 4.8is. Inoltre, la 730d raggiunse la potenza di 231cv mentre venne introdotta la 745d, dotata della doppia sovralimentazione, la quale inizialmente poteva contare su 300 cv (in seguito aumentati a 330), che la ponevano al vertice di tutte le motorizzazioni a gasolio di grande serie.
Gli allestimenti Eletta, Attiva e Futura sostituirono l'allestimento unico che da sempre aveva costituito la gamma dell'ammiraglia, declinando la Serie 7 in diversi concetti: Eletta, la versione standard, che ricalcava l'allestimento unificato della serie precedente; Attiva, che era dotata di accessori che accrescevano il piacere di guida, come le sospensioni a smorzamento controllato, l'assetto sportivo, l'Active Steering e sedili più profilati; infine la Futura, che poteva contare su una dotazione quantomai tecnologica.
Qualche mese dopo, la gamma fu arricchita con la versione Eccelsa, che era il compendio di tutti gli altri allestimenti, e offriva di serie tutto quello che era il pacchetto accessori disponibile in BMW.
Basandosi sulla 760i, la Alpina ha realizzato una propria versione denominata B7. La vettura è dotata di un propulsore V8 4,4 equipaggiato con compressore radiale e con tecnologia Valvetronic per la gestione delle valvole. Così configurata, la B7 eroga una potenza di 500 cv e 700 Nm di coppia, e può accelerare da 0 a 100 km/h in 5,5 secondi, con una velocità massima di 300 km/h. I cerchi di serie sono stati sostituiti con versioni Alpina da 21 pollici. Per migliorare l'aerodinamicità è stato modificato il design della parte anteriore ed è stato aggiunto uno spoiler posteriore, tanto da ottenere come coefficiente aerodinamico 0,31. Gli interni sono stati costruiti con inserti in pelle e legno d'acero.
Le BMW E65 ed E66 sono state infine sostituite dai modelli F01 ed F02 a partire dall'ottobre 2008.

### E67 ed E68

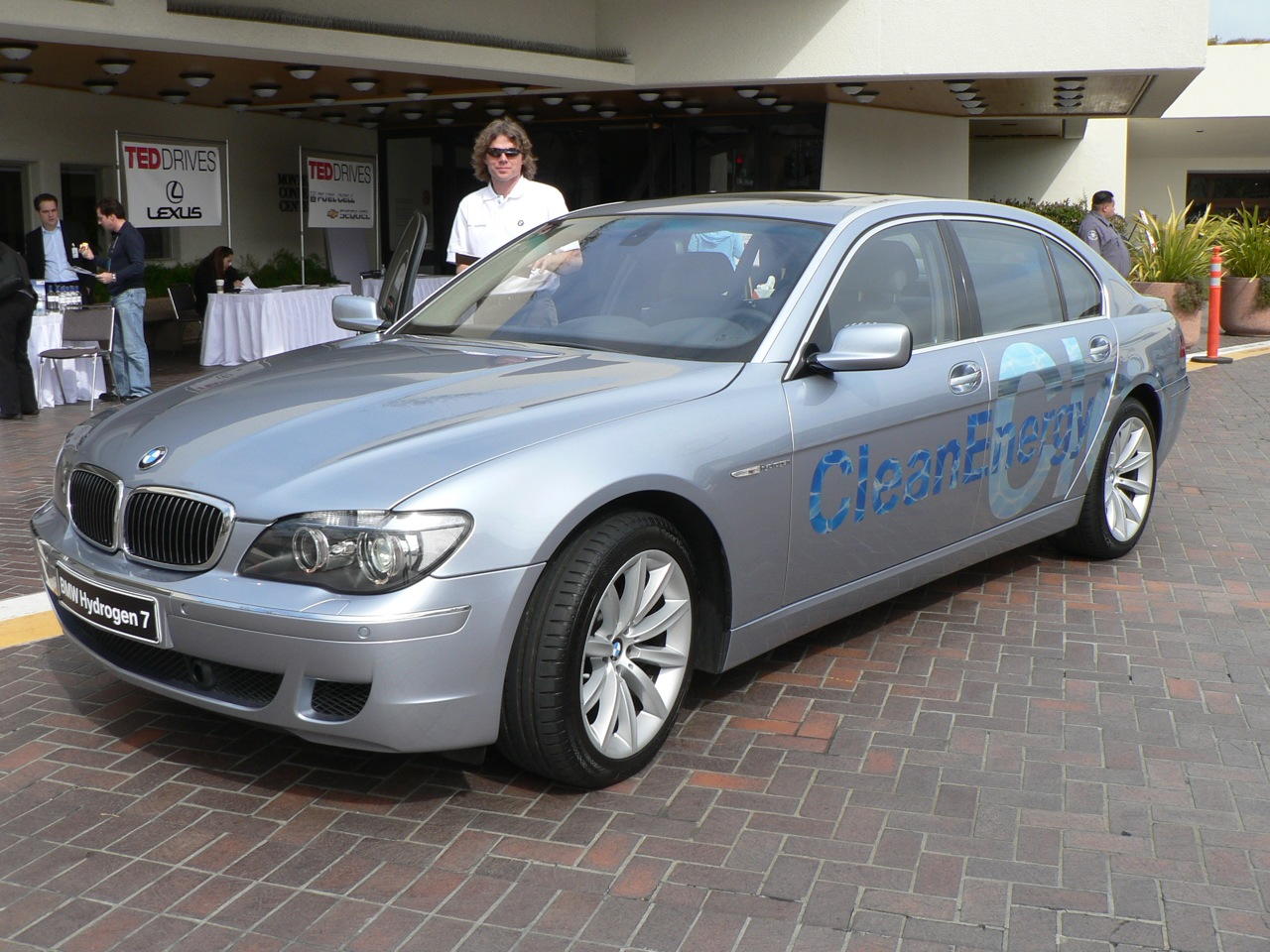
Una BMW Hydrogen 7 E68

Queste due sigle di progetto indicano due particolari modelli di Serie 7 di quarta generazione a tiratura limitatissima.
La E67 è in pratica il livello Protection della Serie 7 degli anni 2000, dotata di carrozzeria e vetri blindati.
La E68 è forse la più interessante Serie 7 mai prodotta. Nota anche con il nome Hydrogen 7, è basata sulla 760i, ma con un motore ibrido benzina/idrogeno, un V12 di cilindrata equivalente ma che eroga solo 260 CV in luogo degli originari 445. Se ne sono prodotte solo poche unità, tutte consegnate a personaggi famosi.
Tale operazione commerciale era un espediente mediatico per cominciare a far meditare il grande pubblico sulla questione ecologica, nonché per far conoscere le tecnologie alternative per la propulsione automobilistica: un tema da sempre molto attuale, visti i cambiamenti climatici e gli stravolgimenti ecologici dovuti all'inquinamento in tutto il pianeta, ma anche molto spinoso, visti gli enormi interessi economici che entrano in gioco.
La tecnologia ad idrogeno applicata sulla Serie 7 E68 vuole quindi essere un prologo all'auto di un domani forse neanche troppo lontano. Basti pensare che, lo stesso anno in cui le varie E65, E66, E67 ed E68 sono state pensionate, molti altri costruttori hanno cominciato a realizzare svariate concept-car con propulsioni alternative, veicoli spesso di fascia sensibilmente inferiore rispetto all'ammiraglia BMW, persino utilitarie.
Tornando all'ammiraglia "ecologica" Hydrogen 7, essa può essere considerata solo un embrione di quelle che saranno le auto di domani, poiché restano ancora molti problemi insoluti, primo fra tutti quello dell'accaparramento dell'idrogeno, attualmente ottenibile da combustibili fossili. Ciò rende inutile l'utilizzo dell'idrogeno, poiché l'inquinamento verrebbe semplicemente spostato dalla vettura alla fabbrica che produce idrogeno.
In ogni caso la Hydrogen 7 può essere considerata un primo passo verso nuove soluzioni propulsive.

## Motorizzazioni

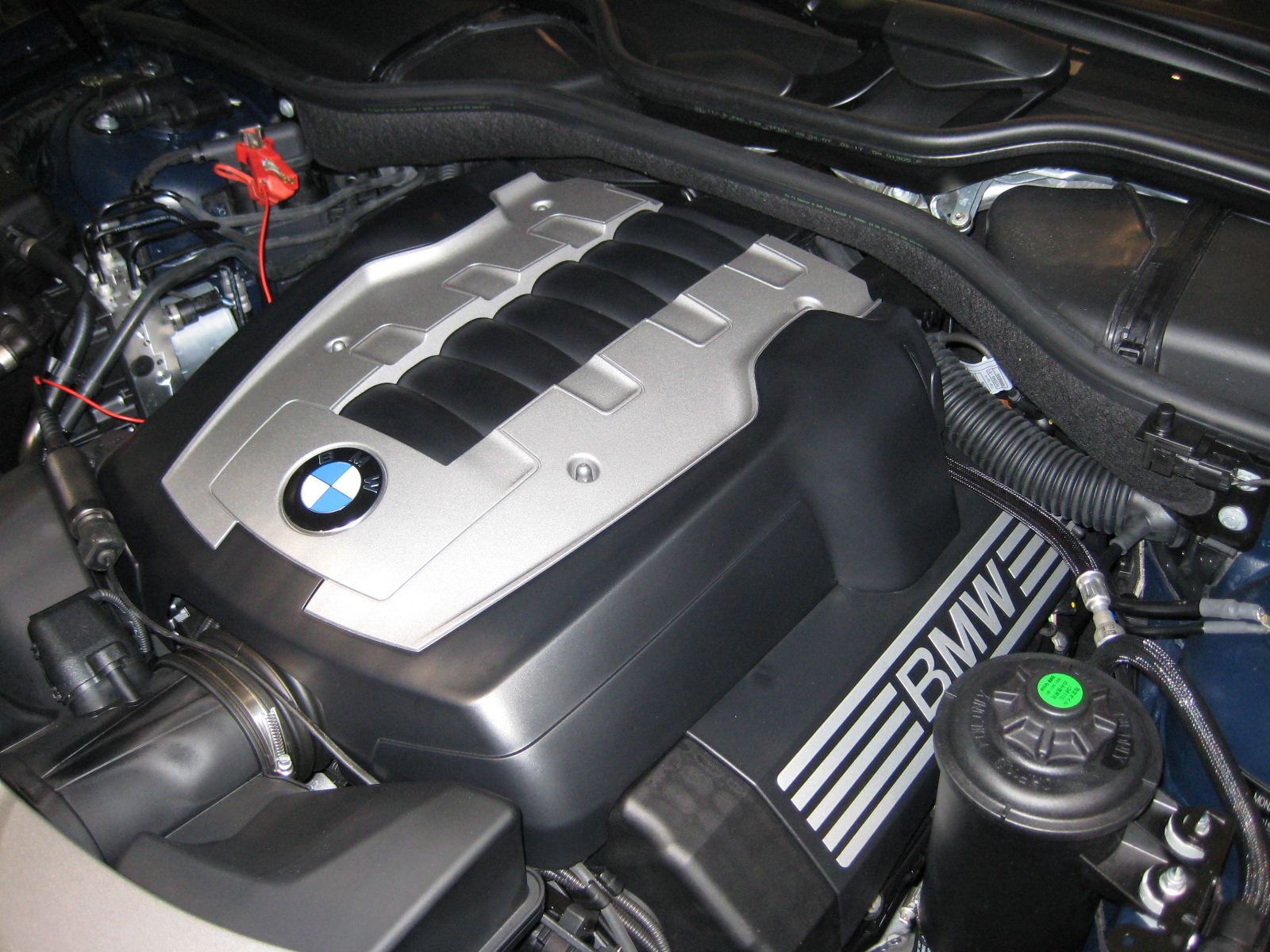
Vista di un V8 N62 da 4,8 litri

Il ventaglio di motori della quarta generazione della Serie 7 era piuttosto completo e variegato. Le due versioni di base, ossia le due unità a benzina e a gasolio, entrambe da 3 litri, sono le uniche a montare un 6 cilindri in linea. All'estremo opposto della gamma, il 6 litri a benzina montato sulle 760i, 760iL ed Hydrogen 7 è l'unico V12. Tutte le motorizzazioni intermedie, sia a benzina che diesel, sono dei motori V8. Come già ricordato in precedenza, il cambio è automatico a 6 rapporti, di serie su tutta la gamma.
Di seguito vengono proposte due carrellate delle motorizzazioni benzina e diesel previste durante l'arco di produzione delle BMW E65 ed E66.
Si tenga presente che i modelli descritti sono quelli a passo normale. Le versioni a passo lungo accusano un ritardo medio di un decimo di secondo nell'accelerazione da 0 a 100 km/h.
| Modello   | Anni di produzione | Motore    | Cilindrata | Potenza max CV/rpm | Coppia max Nm/rpm | Velocità max Km/h | 0–100 km/h (s) |
| A benzina | A benzina          | A benzina | A benzina  | A benzina          | A benzina         | A benzina         | A benzina      |
| --------- | ------------------ | --------- | ---------- | ------------------ | ----------------- | ----------------- | -------------- |
| 730i      | 2002-05            | M54B30    | 2979       | 231/5900           | 300/3500          | 237               | 8"1            |
| 730i      | 2005-08            | N52B30    | 2996       | 258/6600           | 300/2500          | 244               | 7"8            |
| 735i      | 2002-05            | N62B36    | 3600       | 272/6200           | 360/3700          | 250               | 7"5            |
| 740i      | 2005-08            | N62B40    | 4000       | 306/6300           | 390/3500          | 250               | 6"8            |
| 745i      | 2001-05            | N62B44    | 4398       | 333/6100           | 450/3600          | 250               | 6"3            |
| 750i      | 2005-08            | N62B48    | 4799       | 367/6300           | 490/3400          | 250               | 5"9            |
| 760i      | 2002-08            | N73B60    | 5972       | 445/6000           | 600/3950          | 250               | 5"5            |
| A gasolio |                    |           |            |                    |                   |                   |                |
| 730d      | 2002-05            | M57TUD30  | 2993       | 218/4000           | 500/ 2000-2750    | 235               | 9"             |
| 730d      | 2005-08            | M57TU2D30 | 2993       | 231/4000           | 520/ 2000-2750    | 238               | 7"8            |
| 740d      | 2002-05            | M67D39    | 3901       | 258/4000           | 600/1900          | 250               | 7"4            |
| 745d      | 2005-08            | M67D44    | 4423       | 329/3900           | 750/1900          | 250               | 6"6            |